# Deutsche Gesellschaft für Erdbeben-Ingenieurwesen und Baudynamik
Die Deutsche Gesellschaft für Erdbeben-Ingenieurwesen und Baudynamik (DGEB) ist eine wissenschaftlich-technische Vereinigung mit rund 300 Mitgliedern. Sie ist ein gemeinnütziger, eingetragener Verein mit Sitz in Hannover. Zweck des Vereins ist die Förderung und Weiterentwicklung der wissenschaftlichen und technischen Grundlagen des Erdbeben-Ingenieurwesens und der Baudynamik sowie deren Anwendung.

## Geschichte
Der Verein wurde am 6. Oktober 1983 gegründet. Initiator und erster Vorsitzender war Professor Dr.-Ing. Günter Klein. Im Januar 1991 erfolgte die Vereinigung mit der Nationalen Gruppe für Erdbebeningenieurwesen der DDR.

## Ziele
Mit den wachsenden Anforderungen an die Sicherheit von Industrieanlagen, insbesondere von kerntechnischen Anlagen, haben das Erdbebeningenieurwesen und die Baudynamik weltweit eine immer größere Bedeutung erlangt. Der Verein hat sich zum Ziel gesetzt, die Kontakte und die Zusammenarbeit zwischen Ingenieuren, Geophysikern und anderen Geowissenschaftlern, sowie zwischen Behörden und der Wirtschaft auf den Gebieten des Erdbebeningenieurwesens und der Baudynamik zu fördern.

## Aktivitäten
Der Verein führt regelmäßig Fachtagungen, Workshops und Fachseminare durch. Er gibt die DGEB-Publikationen heraus, in der bislang 15 Bände erschienen sind, sowie die Schriftenreihe der DGEB, und ist Mitherausgeber von weiteren Publikationen. Zweimal jährlich erscheint ein 16-seitiges Mitteilungsblatt als Teil der Zeitschrift Bauingenieur. Der Verein fördert den wissenschaftlichen Nachwuchs im Erdbebeningenieurwesen und der Baudynamik durch Vergabe von Förderpreisen für Studienabschlussarbeiten und Dissertationen. Nach stärkeren Erdbeben unterstützt Der Verein Erkundungsmissionen und entsendet Fachleute zur Aufnahme der Erdbebenauswirkungen in die betroffenen Regionen. Es findet eine Zusammenarbeit mit der Österreichischen Gesellschaft für Erdbebeningenieurwesen und Baudynamik (OGE) sowie mit der Schweizer Gesellschaft für Erdbebeningenieurwesen und Baudynamik (SGEB) statt. Insbesondere werden im zweijährigen Rhythmus die sog. D-A-CH-Tagungen durchgeführt.

## Vorsitzende der DGEB
| Zeitraum  | Vorsitzender         |
| --------- | -------------------- |
| 1984–1991 | Günter Klein         |
| 1992–1995 | Hans-Joachim Dolling |
| 1996–2003 | Stavros A. Savidis   |
| 2003–2007 | Konstantin Meskouris |
| 2007–2011 | Carsten Könke        |
| Seit 2011 | Christoph Butenweg   |